# تپه تصفیه‌خانه ۱۴
تپه تصفیه خانه ۱۴ مربوط به دوران پارینه‌سنگی جدید- دوران فرادیرینه‌سنگی است و در شهرستان کرمانشاه، بخش مرکزی، دهستان قره سو، ۱/۵ کیلومتری جنوب غرب روستای ده سواران واقع شده و این اثر در تاریخ ۲۶ اسفند ۱۳۸۷ با شمارهٔ ثبت ۲۵۶۰۵ به‌عنوان یکی از آثار ملی ایران به ثبت رسیده است.